# Andrea Fusco
Andrea Fusco (Roma, 23 settembre 1959) è un conduttore televisivo, telecronista sportivo e giornalista italiano.

## Biografia
Giornalista di origini aquilane, e ha un figlio Alessio Fusco anche lui giornalista di Mediaset dopo essersi occupato di sport, in particolare rugby, sulle pagine di Repubblica negli anni ottanta, esordì alla radio per la Rai commentando i giochi invernali di Lillehammer nel 1994 e i mondiali di sci nordico di Thunder Bay nel 1995.
Passato alla televisione, seguì la ginnastica artistica (sua la telecronaca, insieme con la spalla tecnica Jury Chechi (di cui aveva commentato l'oro di Atlanta 1996), del primo oro italiano nel concorso generale femminile di Vanessa Ferrari), la ginnastica ritmica e il pattinaggio artistico. 
È autore di vari programmi sportivi e conduce su Rai 2 il settimanale sportivo Dribbling, affiancato nel corso delle edizioni da alcuni opinionisti. Dal 2004 al 2009 conduce su Rai 3 il Processo alla tappa, la storica trasmissione che va in onda alla fine di ogni tappa del Giro d'Italia. In occasione delle Olimpiadi invernali di Torino 2006 ha commentato, assieme al collega Franco Bragagna, la cerimonia di apertura e le gare di pattinaggio di figura, e ha diretto il TG olimpico, il notiziario Rai dedicato ai Giochi Olimpici. Dal 2010 è il conduttore dell'edizione dedicata alla Champions League di 90º minuto. Nel 2012 conduce Notti Europee insieme a Simona Rolandi con ospiti fissi Jacopo Volpi, Adriano Bacconi, Serse Cosmi, Gian Piero Galeazzi e Gene Gnocchi.
Dal 3 settembre 2015 prende il posto di Marco Mazzocchi alla conduzione degli studi pre e post partita dei match ufficiali e amichevoli della Nazionale.
Assieme a Fabrizio Spanu è commentatore per Rai Sport di Kickboxing e MMA. In occasione del Campionato europeo di calcio 2016 in Francia conduce i presentation studio della Nazionale italiana per Rai 1 insieme a Bruno Gentili ed è anche l'inviato a Casa Azzurri, questo fino al 2018. È stato doppiatore nei film Creed - Nato per combattere e nel sequel Creed II, entrambi spin off della saga del pugile Rocky Balboa nei quali ha doppiato il telecronista di boxe Jim Lampley.
È anche il commentatore del rugby per la Rai: dopo essere stato telecronista delle prime 4 edizioni del Sei Nazioni, nel 2019 commenta i test-match dell'Italia e alcune partite del Mondiale, insieme all'ex giocatore Andrea Gritti e Gianluca Guidi, compito che ripete 4 anni dopo in Francia.